# Strobilanthes unilateralis
Strobilanthes unilateralis är en akantusväxtart som beskrevs av John Richard Ironside Wood. Strobilanthes unilateralis ingår i släktet Strobilanthes och familjen akantusväxter. Inga underarter finns listade i Catalogue of Life.